# Huanghua
Huanghua (chiń. 黄骅; pinyin Huánghuá) – miasto na prawach powiatu we wschodnich Chinach, w prowincji Hebei, w prefekturze miejskiej Cangzhou. W 1999 roku liczba mieszkańców miasta wynosiła 470 586.